# Sceloporus arenicolus
Sceloporus arenicolus är en ödleart som beskrevs av Degenhardt och Jones 1972. Sceloporus arenicolus ingår i släktet Sceloporus och familjen Phrynosomatidae. Inga underarter finns listade i Catalogue of Life.
Denna ödla blir med svans upp till 152 mm lång och längden utan svans är maximal 70 mm. På ovansidan är kroppsfärgen ljusbrun, ibland med röd skugga, så att den liknar markens färg. Sceloporus arenicolus har flera gråa streck på ryggens topp. Hannar kännetecknas av två blåaktiga fläckar på buken och honor har en gulvit undersida. Honor som är parningsberedda får orange fläckar på huvudets, bålens och svansens sidor.
Arten förekommer i sydöstra New Mexico och västra Texas (USA). Den vistas i regioner som ligger 780 till 1400 meter över havet. Ödlan lever i sanddyner med glest fördelad växtlighet, främst i form av Quercus havardii och Artemisia filifolia (malörtssläktet).
Individerna föredrar områden där ödlan Uta stansburiana är sällsynt. Arten vilar i underjordiska bon som skapades av andra djur, i lövskiktet eller i självgrävda håligheter. Hannar har avgränsade revir och är aggressive mot varandra. Troligen biter hannar även under parningsleken. Efter parningen som sker mellan maj och juli lägger honan 3 till 6 ägg som täcks med sand. Några honor kan para sig två gånger per år. Nykläckta ungar är cirka 44 mm långa och de kan fortplanta sig under nästa sommar.
Mellan november och april stannar Sceloporus arenicolus vanligen i sitt gömställe. Ödlan jagar insekter och spindeldjur.
I utbredningsområdet används herbicider mot ogräs vad som påverkar ödlan negativ. Ett annat hot är utvinning av petroleum och naturgas. IUCN kategoriserar arten globalt som sårbar.